# Rust (computerspel)
Rust is een indiecomputerspel, ontwikkeld en uitgebracht door Facepunch Studios (Verenigd Koninkrijk). Het spel is beschikbaar voor pc sinds 11 december 2013. Er zijn nu twee versies beschikbaar, Rust legacy en Rust experimental.

## Rust legacy en Rust experimental
Rust legacy is de originele versie van Rust. Voor deze versie worden er geen updates meer gemaakt.
Rust experimental is de nieuwste versie. Het spel heeft hetzelfde concept als legacy, maar is gecreëerd omdat ze veranderingen wilden maken die alleen mogelijk waren door het hele spel opnieuw te maken.

## Gameplay

### Rust legacy
Bij Rust legacy begint de speler als een soort oermens. Het enige wat hij bij zich heeft is een steen (om spullen te verzamelen zoals mineralen en hout) en een fakkel. Het is de bedoeling dat men spullen gaat verzamelen om een huis te bouwen zodat de speler een plek heeft om te schuilen voor andere spelers, beren en wolven. Het huis van de speler is nooit helemaal veilig, omdat er ingebroken kan worden door andere spelers met explosieven. Hierna kan men verlaten gebouwen beroven of huizen van andere spelers. Bij het beroven van veel verlaten gebouwen heeft de speler kleding nodig om niet dood te gaan van de straling. In de verlaten gebouwen kan men wapens of blauwdrukken om wapens te maken vinden, met deze wapens bevecht hij dan dieren of andere spelers. Ongeveer één keer per dag vliegt er een vliegtuig over het eiland dat dan één krat achterlaat. In deze kratten kunnen onder andere explosieven en wapens zitten die men kan gebruiken om bij andere spelers in te breken. Daarna moet men ook uitkijken voor de tank op de raketbasis

en de helikopter die over de map vliegt want dan kan men neergeschoten worden.

### Rust experimental
Bij Rust experimental begint de speler alleen met een steen en een fakkel. Bij het bouwen van een huis heeft de speler een bouwplan nodig. Met het bouwplan kan hij allemaal onderdelen voor een huis plaatsen. Deze onderdelen kan de speler upgraden om ze sterker te maken, zodat er minder gemakkelijk kan worden ingebroken. Nog een voordeel aan experimental is dat de map willekeurig wordt gegenereerd. Maar dat is, als het spel standaard is. Maar de eigenaar van de server kan ook de map aanpassen naar wens. De server eigenaar gaat dan naar de website  http://playrust.io/gallery/ . En verder kan de server eigenaar plug-ins of ook wel Mods genoemd, gebruiken om de game verder aan te passen naar wens. En de plug-ins kunnen hier gevonden worden https://umod.org/ Het spel is tot heden wereldwijd nog steeds erg populair. 